# Assedio di Vigevano
L'assedio di Vigevano si svolse nel giugno del 1449. Le truppe al comando di Francesco Sforza assediarono il castello della città riuscendo a catturarlo dopo una valorosa difesa da parte della guarnigione e del popolo vigevanese.

## Storia

### Antefatti
Il 22 aprile 1449 i soldati sforzeschi e veneziani al comando del Colleoni avevano sconfitto l'esercito piemontese al comando di Giacomo di Challant nella battaglia di Borgomanero cui aveva fatto seguito la resa dei castelli del novarese catturati da questi ultimi. Il 1 maggio lo Sforza riusciva a catturare il castello di Melegnano posto a difesa del ponte sul Lambro. La città di Vigevano, principale centro della Lomellina, restava tuttavia fedele all'Aurea Repubblica Ambrosiana, aveva espulso le famiglie ghibelline e la sua guarnigione era stata recentemente rinforzata da un migliaio di disertori sforzeschi. I difensori della città in aprile avevano effettuato continue scorrerie a danno delle cittadine della Lomellina in mano agli sforzeschi, avevano inoltre assaltato il vicino castello di Gambolò per poi darlo alle fiamme non avendo uomini sufficienti per difenderlo e per non rischiare che finisse di nuovo in mano al nemico. Appresi questi avvenimenti Francesco Sforza, che stava assediando Milano puntando a prenderla per fame, radunò l'esercito e mosse dai suoi quartieri presso Melegnano con l'intento di catturare Vigevano. Ordinò a Marco Leone, di stanza a Pavia, di realizzare un ponte di barche nei pressi della città ma a causa dell'esondazione del Ticino causate dalle continue piogge ciò non fu possibile, si decise quindi di realizzarne uno tra Bereguardo e Parasacco, dove il fiume era più stretto, che fu completato in otto giorni. Durante i lavori Francesco Sforza ordinò a Roberto Sanseverino, Andrea da Birago e al fratello Marcello di far arrestare Guglielmo VIII del Monferrato che nei mesi precedenti aveva adottato un comportamento ambiguo, raccomandando però di trattarlo con ogni riguardo.

### Assedio
Lo Sforza circondò Vigevano piazzando le bombarde in direzione del castello e costruendo bastìe di cinque piani poi inviò messi al Colleoni ordinandogli di convergere verso la città con parte delle sue truppe mentre Alberto da Carpi avrebbe continuato a presidiare le fortezze sul Sesia per difendersi da eventuali attacchi piemontesi. Le bombarde sforzesche riuscirono ad atterrare una delle torri del castello che crollò nel fossato riempiendolo in parte ma i difensori riuscirono rapidamente a fortificare la porzione crollata sotto la guida di Jacopo da Rieti, Arrigo dal Carretto e Ruggero dal Gallo. Gli sforzeschi diressero il fuoco contro i nuovi ripari ma i difensori ancora una volta riuscirono a porvi rimedio ammassando dietro di essi sacchi pieni di lana che facevano rimbalzare le palle delle bombarde riducendone notevolmente l'efficacia.
Non avendo tempo per un lungo assedio, lo Sforza preparò l'esercito all'assalto. Fece realizzare una lunga strada coperta in legno che si spingeva sino al fossato del castello poi divise i soldati in nove squadre, ciascuna guidata da un comandante, con l'intenzione di lanciare un susseguirsi di assalti che avrebbe dovuto sfiancare i difensori. Per motivare maggiormente gli uomini promise cento ducati in premio al primo soldato che mettesse piede nel castello, cinquanta al secondo, venticinque al terzo e così via. L'onore spettò a Donato da Milano che insieme alla sua squadra riuscì ad aprire un varco nelle difese nemiche. Avvedutosi dell'impresa, lo Sforza ordinò di assaltare simultaneamente il castello in più punti in modo che solo una parte dei difensori potesse accorrere alla breccia. I cittadini vigevanesi si occuparono della difesa delle mura versando acqua bollente, proiettili incendiari, calce viva, sassi e travi, assistiti dalle donne e da coloro che non potevano combattere mentre i soldati scelti cercarono di impedire agli sforzeschi di entrare nel castello presso la torre crollata. I primi sette assalti fallirono tanto che lo Sforza fu costretto ad ordinare agli attaccanti di ritirarsi temporaneamente. Dopo aver nuovamente martellato le fortificazioni con le bombarde lo Sforza fece salire parte dei soldati sulle bastie e di avvicinarle alle mura in modo che qualora i difensori si fossero sporti dai riparti sarebbero stati colpiti dalle balestre e dagli schioppi. La mossa fu decisiva dato che molti vigevanesi furono feriti e costretti a ritirarsi dalle mura malgrado persino alcune tra le donne si fossero armate per dar loro manforte. Un'ora dopo le due squadre che non avevano ancora partecipato all'assalto attaccarono le mura e ingaggiarono una mischia con i difensori presso la torre crollata riuscendo a superare le difese a penetrare nel castello. Poco dopo uno dei capisquadra sforzeschi fu ucciso, percosso alla testa da una trave e cadde dalle mura portando con sé molti uomini; ciò ridiede animo ai vigevanesi che riuscirono ad opporre resistenza respingendo coloro che non erano ancora riusciti a salire sulle mura e costringendo lo Sforza a ordinare ai suoi di ritirarsi. Poco prima del tramonto tuttavia, essendo molti difensori ormai esausti o feriti, decisero di intavolare una trattativa per la resa del castello con Giacomo da Salerno. Si stabilì che i vigevanesi avrebbero dovuto consegnare dodici dei capi della rivolta, che furono incarcerati a Pavia, e ricostruire il castello a proprie spese, in cambio gli sforzeschi avrebbero rinunciato al saccheggio e ritirato le truppe. Nella notte alcuni contravvennero all'ordine dello Sforza cercando di scalare le mura per depredare il castello ma furono scoperti e respinti.

### Conseguenze
La cattura di Vigevano permise allo Sforza di controllare gran parte della Lomellina. Durante l'assedio gli ambrosiani approfittarono della situazione inviando Francesco Piccinino a catturare alcuni castelli del Seprio e Jacopo Piccinino e Carlo Gonzaga a saccheggiare Villanterio e i borghi vicini per cercare di costringerlo ad abbandonare il proposito di catturare Vigevano ma lo Sforza non cadde nella trappola. Alberto da Carpi dopo essere stato corrotto passò dalla parte dei Savoia senza che questo ebbe conseguenze di rilievo sulle operazioni militari, lo Sforza reputò però prudente inviare mille uomini al comando del Sanseverino a difesa di Novara. Giovanni Ventimiglia, di stanza a Cantù, rifiutò le offerte degli ambrosiani restando fedele agli sforzeschi. Per vendicarsi del tradimento dei Piccinino, Francesco Sforza decise di avviare una serie di operazioni militari contro i loro feudi e quelli dei loro alleati nel piacentino e nel parmense.